# Criniger olivaceus
Criniger olivaceus е вид птица от семейство Pycnonotidae. Видът е световно застрашен, със статут Уязвим.

## Разпространение
Видът е разпространен в Кот д'Ивоар, Гана, Гвинея, Либерия и Сиера Леоне.